# Dissectieprobleem
In de meetkunde is een dissectieprobleem het probleem van het verdelen van een geometrische figuur (zoals een polytoop of een bal) in kleinere stukken die kunnen worden herschikt tot een nieuwe figuur met gelijke inhoud. In deze context wordt de verdeling een dissectie genoemd (van de ene polytoop in de andere). Meestal is het vereist dat de dissectie slechts een eindig aantal stukken gebruikt. Om verzamelingstheoretische problemen te vermijden die verband houden met de Banach-Tarski-paradox en Tarski's cirkel-kwadraatprobleem, wordt typisch geëist dat de stukken zich goed gedragen. Ze kunnen bijvoorbeeld worden beperkt tot de afsluiting van onsamenhangende open verzamelingen.
De stelling van Bolyai-Gerwien stelt dat elke veelhoek kan worden ontleed in elke andere veelhoek met dezelfde oppervlakte, met behulp van intern-disjuncte veelhoekige stukken. Het is echter niet waar dat elk veelvlak een dissectie heeft in een ander veelvlak met hetzelfde volume met behulp van veelvlakkige stukken (zie de Dehn-invariant). Dit proces is echter mogelijk voor twee honingraten (zoals een kubus) in drie dimensies en voor twee zonohedra van gelijk volume (in elke dimensie).
Een verdeling in driehoeken van gelijke oppervlakte wordt een equidissectie genoemd. De meeste polygonen kunnen niet in gelijke delen worden verdeeld, en de polygonen die op deze manier kunnen worden opgedeeld, hebben vaak beperkingen op het mogelijke aantal driehoeken. De stelling van Monsky stelt bijvoorbeeld dat er geen vreemde equidissectie van een vierkant bestaat.